# Callirhoe
Genre
Synonymes
Nuttallia Barton
Callirhoe  est un genre de plantes à fleurs de la famille des Malvaceae, qui comprend aussi les  mauves. Ses neuf espèces sont natives des prairies et zones herbeuses d'Amérique du Nord. De ces neuf espèces, certaines sont des annuelles tandis que d'autres sont des plantes vivaces.
Le genre est dénommé d'après l'Océanide Callirrhoe dans la Mythologie grecque.
Les feuilles des espèces du genre Callirhoe sont alternes et palmatilobées. Les fleurs ont une forme de coupe et sont brillamment colorées.
Callirhoe involucrata est cultivée comme plante de jardin. Il s'agit d'une vivace basse avec un système racinaire important et des tiges poilues. La couleur des fleurs varie du cerise au rouge violacé avec un centre blanc. Elle est particulièrement utilisée en climats secs.

## Espèces
Les espèces incluent:
- Callirhoe alcaeoides (Michx.) A.Gray – pale poppy mallow
- Callirhoe bushii Fernald – Bush's poppy mallow
- Callirhoe digitata Nutt. – fringed poppy mallow, winecup
- Callirhoe involucrata (Torr. & A.Gray) A.Gray – purple poppy mallow, winecup
- Callirhoe leiocarpa R.F.Martin – tall poppy mallow
- Callirhoe papaver (Cav.) A.Gray – woodland poppy mallow
- Callirhoe pedata (Nutt. ex Hook.) A.Gray – palmleaf poppy mallow
- Callirhoe scabriuscula B.L.Rob. – Texas poppy mallow
- Callirhoe triangulata (Leavenw.) A.Gray – clustered poppy mallow

### Anciennement classé ici
- Sidalcea oregana spicata (Regel) C.L.Hitchc. (as C. spicata Regel)[3]

## Liste d'espèces
Selon Catalogue of Life (6 août 2013) et ITIS (6 août 2013) :
- Callirhoe alcaeoides (Michx.) A. Gray
- Callirhoe bushii Fernald
- Callirhoe digitata Nutt.
- Callirhoe involucrata (Torr. & A. Gray) A. Gray
- Callirhoe leiocarpa R.F. Martin
- Callirhoe papaver (Cav.) A. Gray
- Callirhoe pedata (Nutt. ex Hook.) A. Gray
- Callirhoe scabriuscula B.L. Rob.
- Callirhoe triangulata (Leavenw.) A. Gray

Selon NCBI (6 août 2013) :
- Callirhoe digitata
- Callirhoe involucrata

Selon Tropicos (6 août 2013) (Attention liste brute contenant possiblement des synonymes) :
- Callirhoe alcaeoides (Michx.) A. Gray
- Callirhoe bushii Fernald
- Callirhoe digitata Nutt.
- Callirhoe geranioides Small
- Callirhoe involucrata (Torr. & A. Gray) A. Gray
- Callirhoe leiocarpa R.F. Martin
- Callirhoe lineariloba (Torr. & A. Gray) A. Gray
- Callirhoe macrorrhiza A. Gray
- Callirhoe macrostegia Hochr.
- Callirhoe palmata Buckley
- Callirhoe papaver (Cav.) A. Gray
- Callirhoe pedata (Nutt. ex Hook.) A. Gray
- Callirhoe scabriuscula B.L. Rob.
- Callirhoe sidalceoides Standl.
- Callirhoe spicata Regel
- Callirhoe triangulata (Leavenw.) A. Gray
- Callirhoe verticillata Groenl.